# Hannah Rudde
Hannah Rudde (* 20. April 2006) ist eine deutsche Volleyballspielerin.

## Karriere
Rudde begann ihre Karriere im Alter von sechs Jahren bei den Skurios Volleys Borken, wo ihre Eltern Trainer waren. Nach der Regionalliga kam die Zuspielerin in der Saison 2021/22 erstmals mit der ersten Mannschaft in der Zweiten Liga Nord zum Einsatz. In den nächsten beiden Saisons spielte sie mit dem Team in der Zweiten Liga Pro. 2025 gelang dem Verein der Aufstieg in die erste Liga. Auch 2025/26 spielt Rudde für Borken.